# 永遠の1/2 (テレビドラマ)
『永遠の1/2』（えいえんのにぶんのいち）は、TBS系列の「愛の劇場」枠で放送された昼ドラマ。主演は戸田麻衣子、小沢真珠。2000年9月4日から11月24日まで、全60話が放送された。

## 概要
- 同じ産院で同じ日に生を受けた美由紀と亜希だが、出産直後に入れ替えられ、それぞれ別の人生を歩むこととなる。真実を知らぬまま再び出会った2人の数奇な運命を描く。
- 戸田麻衣子の姉の戸田菜穂もゲスト出演し、初の姉妹共演が実現した。

## キャスト・出演
- 芳本美由紀（戸田麻衣子）…緑の実の娘だが、文子の子として福島の文子の実家で育てられる。
- 室井亜希（小沢真珠）…文子の娘だが、緑の子として育てられる。
- 小山勝治（飯田基祐）…心療内科医、記憶喪失の美由紀の治療にあたるうちに好意をいだく。
- 小山明日香（直瀬遥歩）…勝治の妹。
- 大竹恵一（榊原利彦 現・咲輝）…医師、亜希の元恋人。
- 島田雅司（鈴木修平）…美由紀の叔父。
- 島田陽子（広岡由里子）…美由紀の叔母。
- 芳本初枝（野口ふみえ）…美由紀の祖母。
- 室井崇（河原崎建三）…緑の夫。
- 川島新一郎（春田純一）…緑の恋人、美由紀の実の父親。
- 室井緑（多岐川裕美）…美由紀の実の母親、不倫の発覚を恐れて美由紀と亜希を入れ替えてしまう。
- 田口洋介（青木伸輔）…カメラマン、美由紀の高校時代の恋人。その後亜希と結婚。
- 芳本文子（芦川よしみ）…亜希の実の母。出産直後に火事で亡くなる。
- 大泉（御木本伸介）…緑の顧問弁護士。
- 久我（山本道子）…弁護士事務所の事務員。
- 磯倉十郎（須永慶）…「室井インテリア」重役。
- 三田奈津子（小島可奈子）
- かずこ（田島穂奈美）
- 永井謙作（竹井一馬）
- 弁護士（戸田菜穂）
- 弁護士（菊池均也）

- 他の出演者…森山祐子（現・森山ゆうこ）、潮哲也、島田ゆかり、大高洋夫、酒井敏也、陰山泰、新井量大、吉岡美穂、志田未来、半海一晃、あらいすみれ、村杉蝉之介ほか

## スタッフ
- 原作 - 「偽りの薔薇の園」(アイリーン・グージ（英語版）)
- 企画 - 貴島誠一郎、橋本孝
- プロデューサー : 鈴木伸太郎
- 脚本 - 山永明子、三上幸四郎、遠藤彩見、稲葉一弘
- 演出 - 小野原和宏、佐藤祐市、高橋伸之
- 協力 - バスク、アックス、緑山スタジオ・シティ、ベイシス
- 制作 - 共同テレビジョン
- 製作 - TBS

## 主題歌
- 「edelweiss」

作詞：オスカー・ハマースタイン2世/作曲：リチャード・ロジャース/編曲：小倉博和/歌：小谷美紗子（ユニバーサル UUCH-5005）